# Лишанский, Евгений Ефимович
Евгений Ефимович Лишанский (род. 28 апреля 1937, Киев) — советский и украинский архитектор. Член Академии строительства Украины, академик Академии архитектуры Украины, профессор
Международной академии архитектуры, член правления Национального Союза архитекторов Украины, глава Киевской организации Союза урбанистов Украины. Первый украинский архитектор — полный кавалер ордена «За заслуги», лауреат Премии Совета Министров СССР.

## Биография
Евгений Лишанский родился 28 апреля 1937 года в Киеве в семье театрального режиссёра и педагога Ефима Яковлевича Лишанского (1905—1982) и пианистки, педагога Лишанской Валентины Абрамовны (1906 −1995).
В 1960 году окончил Киевский инженерно-строительный институт (архитектурный факультет) у А. И. Станиславского и Т. Д. Дмитренко, в 1972 — аспирантуру Киевского научно-исследовательского и проектного института градостроительства.
В период с 1960 по 1981 годы работал в Государственном институте проектирования городов «Дипромисто», где прошёл путь от архитектора до Главного архитектора архитектурно-планировочной мастерской № 3.
Впоследствии, в 1981 года занимает должность начальника архитектурно-планировочной мастерской № 7 ОАО «Киевпроект», и в 1985 году становится заместителем начальника управления генплана Киева этого учреждения.
Начиная с 2000 года по 2009 год занимает должность первого вице-президента корпорации «Солидарность».
С 2009 по 2013 годы в должности генерального директора возглавляет ООО «МіськЦивільПроект».
С 2013 года является директором проектной организации ООО «Виробничо-технічна агенція» (ВТА).

## Творческая деятельность
Главный архитектор и автор более 80 больших градостроительных проектов, в частности генплана к проекту планировки пригородной зоны городов Киева, Донецка и Макеевки. Автор генпланов городов Припять, Калуш, проектов жилых массивов Осокорки и Позняки города Киева, схем районной планировки Семипалатинской, Джезказганской и Карагандинской областей Казахстана, денежной и экономической оценки территорий городов Киев, Ульяновск, Ташкент.
Представлял Украину на многих международных архитектурных конкурсах, по приглашению Госгражданстроя СССР рецензировал генпланы Москвы, Минска, Алма-Аты и Ленинграда.
Возглавляет Государственную экзаменационную комиссию факультета урбанистики и пространственного планирования Киевский национальный университет строительства и архитектуры.